# Rabaul
Rabaul er en by i provinsen East New Britain i Papua Ny Guinea. Byen var provinshovedstad og den vigtigste by i provinsen indtil den blev ødelagt af nedfaldende aske fra et vulkanudbrud i 1994. Under vulkanudbruddet blev der sendt aske tusinder af meter op i luften og den efterfølgende askeregn fik 80% af bygningerne i Rabaul til at bryde sammen. Efter udbruddet blev provinshovedstaden flyttet til Kokopo omkring 20 km borte. Rabaul er fortsat truet af vulkansk aktivitet da den ligger på kanten af Rabaul caldera, en oversvømmet caldera fra en stor vulkan.
Rabaul var hovedkvarter for Tysk Ny Guinea indtil byen erobret af det Britiske imperium under 1. verdenskrig, hvorefter byen blev hovedstad i det australske mandatområde Territoriet Ny Guinea indtil 1937. Under 2. verdenskrig blev byen erobret af japanernei 1942, og den blev hovedbase for japansk flåde og militær i den sydlige del af Stillehavet. Bebyggelser og militærinstallationer langs kanten af calderaen omtales ofte samlet som Rabaul selv om den gamle by Rabaul selv blev næsten udslettet under et vulkanudbrud i 1994.
Som turistmål var Rabaul populært til SCUBA-dykning og snorkeling. Det havde en spektakulær havn. Inden vulkanudbruddet i 1994 var Rabaul et populært mål for skibsfart og fritidssejlads i Papua Ny guinea. Der er stadig adskillige dykkerfirmaer i byen, men turismen er endnu ikke nået op på sit tidligere niveau.

## Historie
Rabauls placering i nærheden af sine vulkaner har altid været en kilde til bekymring. I 1878 inden byen blev grundlagt førte et udbrud til dannelsen af øen Vulcan i havnen.

### Kolonitid og efterspil
I 1910 under det tyske kolonistyre flyttede administrationen under guvernør Albert Hahl kontorer, områdets domstol, et hospital og posthus fra Herbertshöhe (vore dages Kokopo) til Simpsonhafen. Denne bosættelse blev således betydelig udvidet med officielle bygninger og boliger og omdømt til Rabaul, som betyder mangrove i Kuanua (det lokale sprog) da den nye bu delvis blev bygget på en opfyldt mangrovesump.
Ved udbruddet af 1. verdenskrig besatte Australien efter anmodning fra Storbritannien tysk Ny Guinea med den frivillige australske flåde og militærekspeditionsstyrke. Efter Tysklands nederlag ved krigens slutning blev det besatte område i 1920 overladt som mandatområde til Australien af Folkeforbundet i klasse C. Rabaul blev hovedstad i Territoriet Ny Guinea.

### Udbruddet i 1937
Under det australske styre udvikledes Rabaul til en regional base. I 1937 blev byen ødelagt af katastrofale vulkanske udbrud efter at de to vulkaner Tavurvur og Vulcan, eksploderede. 507 mennesker blev dræbt og der var omfattende ødelæggelser.
Herefter besluttede det australske styre at flytte territoriets hovedkvarter til en mere sikker placering i Lae. Alle langsigtede skridt til at genetablere territoriets hovedkvarter i Rabaul blev forpurret af 2. verdenskrig.

### 2. verdenskrig
På det tidspunkt japanerne angreb Pearl Harbor stod det klart, at de snart ville angribe Rabaul, så i december 1941 blev alle kvinder og børn evakueret. I januar 1942 blev Rabaul udsat for et kraftigt bombardement, og den 23. januar indledtes slaget om Rabaul med landsætning af tusindvis af tropper fra den japanske flåde.
Under besættelsen udviklede japanerne Rabaul til en langt stærkere base end australierne havde planlagt efter vulkanudbruddet i 1937, hvilket fik langsigtede konsekvenser for byen i tiden efter krigen. Japanerne gravede kilometerlange tunneler som beskyttelse mod de allierede luftstyrker. I 1943 var der omkring 110.000 japanske tropper, som havde base i Rabaul. Den japanske hær oprettede også bordeller i Rabaul hvor "måske 2.000 eller flere kvinder blev narret og tvunget til prostitution af dem mest krævende art" ifølge professor emer. Hank Nelson fra Australian National University's Research School of Pacific and Asian Studies (RSPAS).
Den 18. april 1943 blev admiral Isoroku Yamamoto, arkitekten bag det japanske angreb på Pearl Harbor dræbt i et fly, som blev angrebet af amerikanske P-38 Lightning jagere over South Bougainville efter at det var startet fra Rabaul.
I stedet for at erobre Rabaul valgte de allierede at omgå byen ved at etablere en ring af flyvepladser og flådebaser på øerne omkring den. Afskåret fra at få nye forsyninger og under stadige luftangreb som led i Operation Cartwheel, blev basen nytteløs. Japanerne fortsatte med at holde Rabaul besat indtil de overgav sig ved krigens slutning i august 1945.

### Vulkanudbruddet i 1994
I 1983 og 1984 var byen klar til at blive evakueret da vulkanerne udviste voksende aktivitet. Der skete dog først noget den 19. september 1994, da Tavurvur og Vulcan igen gik i udbrud. De ødelagde lufthavnen og dækkede det meste af byen med et tykt lag aske. Byens indbyggere fik kun 19 timers frist til at evakuere byen, men kun fem omkom og for fleres vedkommende skyldtes det lynnedslag forårsaget af askesøjlen. Planlægning og evakueringstræning bidrog til at holde tabstallet nede. De fleste bygninger i den sydøstlige del af Rabaul styrtede sammen som følge af vægten af aske på tagene.
Det sidste udbrud udløste flytningen af provinshovedstaden til Kokopo, det tidligere tyske Herbertshöhe. Trods det bliver Rabaul langsomt genopbygget i farezonen. Vulcan har været rolig siden udbruddet, mens der ind imellem kommer små udbrud fra Tavurvur. Et offentligt vulkanobservatorium er indrettet i den nordlige del af Rabaul. Det er også ansvarlig for overvågning af de andre vulkaner på New Britain og omkringliggende øer.

## Transport
Rabaul Airport blev fuldstændig ødelagt ved udbruddet i 1994. Lufthavnen lå direkte i den retning hvor asken faldt ned. Lufthavnen blev senere genopbygget i Tokua, længere væk fra calderaen mod sydøst, men den har ind imellem været lukket på grund af nedfaldende aske fra den fortsatte vulkanske aktivitet i Rabaul calderaen.
Rabaul har stor cirkelrund naturhavn, Simpson Harbour, en af de bedste i det sydlige Stillehav. Denne havn var en af japanernes vigtigste grunde til at besætte byen i 1942.